# 乳頭山
乳頭山（にゅうとうさん）とは、秋田県仙北市と岩手県岩手郡雫石町にまたがる山である。十和田八幡平国立公園の中に位置する。
遠くから見たゆったりとした印象とは異なり、山頂の東側は断崖絶壁となっている。山頂は崩壊が進んでいる。以前あった山頂の三角点も行方不明となり、現在の地形図では三角点が抹消されている。
秋田駒ヶ岳とともに古くから知られた山で、秘湯で名高い乳頭温泉郷の北東に乳房のような山容を見せている。山頂からは、岩手山や林野庁の森林生態系保護地域に指定されている葛根田川源流部などを一望できる。また、東隣の笊森山と三角山の鞍部に広がる千沼ヶ原は、尾瀬にも匹敵するほどの高層湿原とも言われている。

## 名称
秋田県側から見ると乳房を伏せた形に見えるので「乳頭山」と名付けられている。一方、岩手県側からは烏帽子のように見えるので、「烏帽子岳」や「烏帽子山」と呼ばれている。
国土地理院の地図には「烏帽子岳（乳頭山）」と表記されているが、登山関連書籍では「乳頭山」または「乳頭山（烏帽子岳）」と表記されているものが多い。
1723年の田沢湖村山守役の文書や絵図では「にうつぶり嶽」や「によつぶり」と記されていて、公式文書では「乳首嶽」と記されている。「によつぶり」は2つあり、先達によつぶりが乳頭山で、引分によつぶりが畚岳とされている。乳首が2つペアになった形になっていた。乳首が乳頭となるのは、明治以降の記録からである。にうつぶりを乳首と解釈する以外には、更に古い記録には「におつぶり」とあり、稲作に関係があるニオ(穂積)からの銘々とも考えられる。近くに稲作を連想させる田代平湿原があり、稲作の神山のニオの頭を連想した可能性も指摘されている。

## 植物
乳頭山の高山植物は、山頂の岸壁地帯にはイワウメ、ガンコウラン、コケモモ、ミヤマキンバイ、マルバシモツケの類。絶壁のあたりにはリシリシノブが見られる。山頂付近の草原にはタテヤマウツボグサ、タカラカウ、ミヤマタウキが密生している。山頂を少し下ると、ホソバイワベンケイ、ミヤマリンドウ、タテヤマウツボグサ、ミヤマキンバイ、ノイチゴ、ミツバオウレンが見られ、それより下にはハイマツとミヤマキンバイの群落があり、そのヤブの中にミヤマネズ、ミヤマビャクシンが点々と生え、ヤブを外れるとシロバナシャクナゲ、ゴゼンタチバナ、アオヤギソウが見られる。頂上を下ること数十分で田代平湿原につく。ここには大小の池塘があり、豊富な湿地植物が繁茂している。登山道の脇には無人山小屋の田代平山荘がある。

## 登山ルート
黒湯温泉から一本松沢沿いに登るルートが最短であり、利用者が最も多い。山頂まで約2時間。
この他にも、孫六温泉から田代平を経由するルートや、岩手県側の滝ノ上温泉からのルート、秋田駒ヶ岳方面からの縦走コースもある。
この一帯は、良質なタケノコが採れるため、入山者が多く、遭難騒ぎも後を絶たない。迷った人がやみくもに沢を下ると、かならず通る沢の出会いには「あなたは山で迷いました。こちらの沢を下ってください」という道標すらあるという。
乳頭山の東側斜面にある断崖絶壁でロッククライミングを行う人もいる。

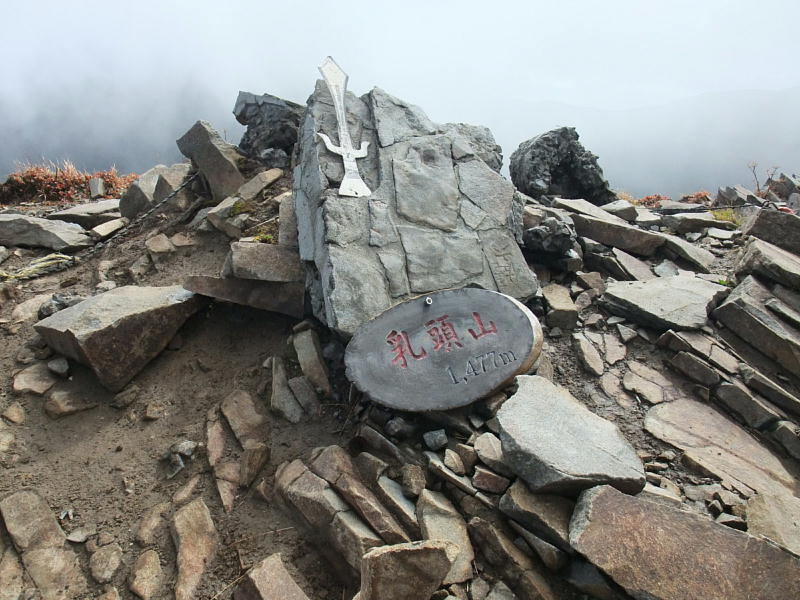
乳頭山の山頂
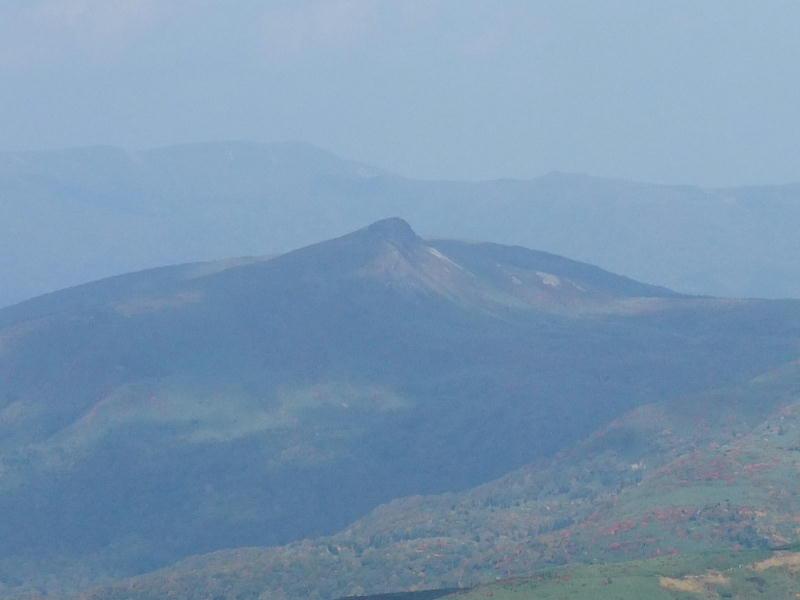
秋田駒ヶ岳から見た乳頭山
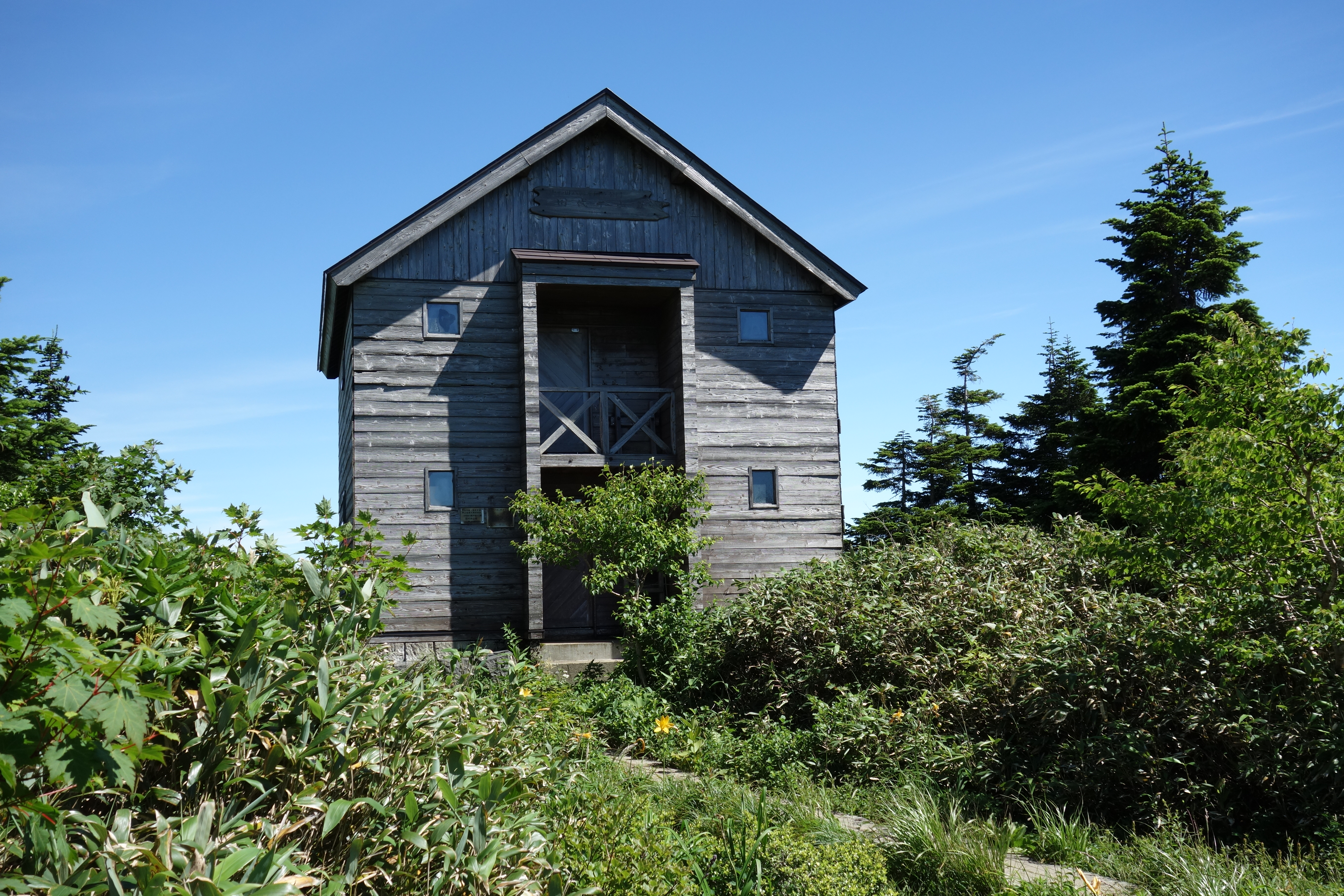
田代平山荘
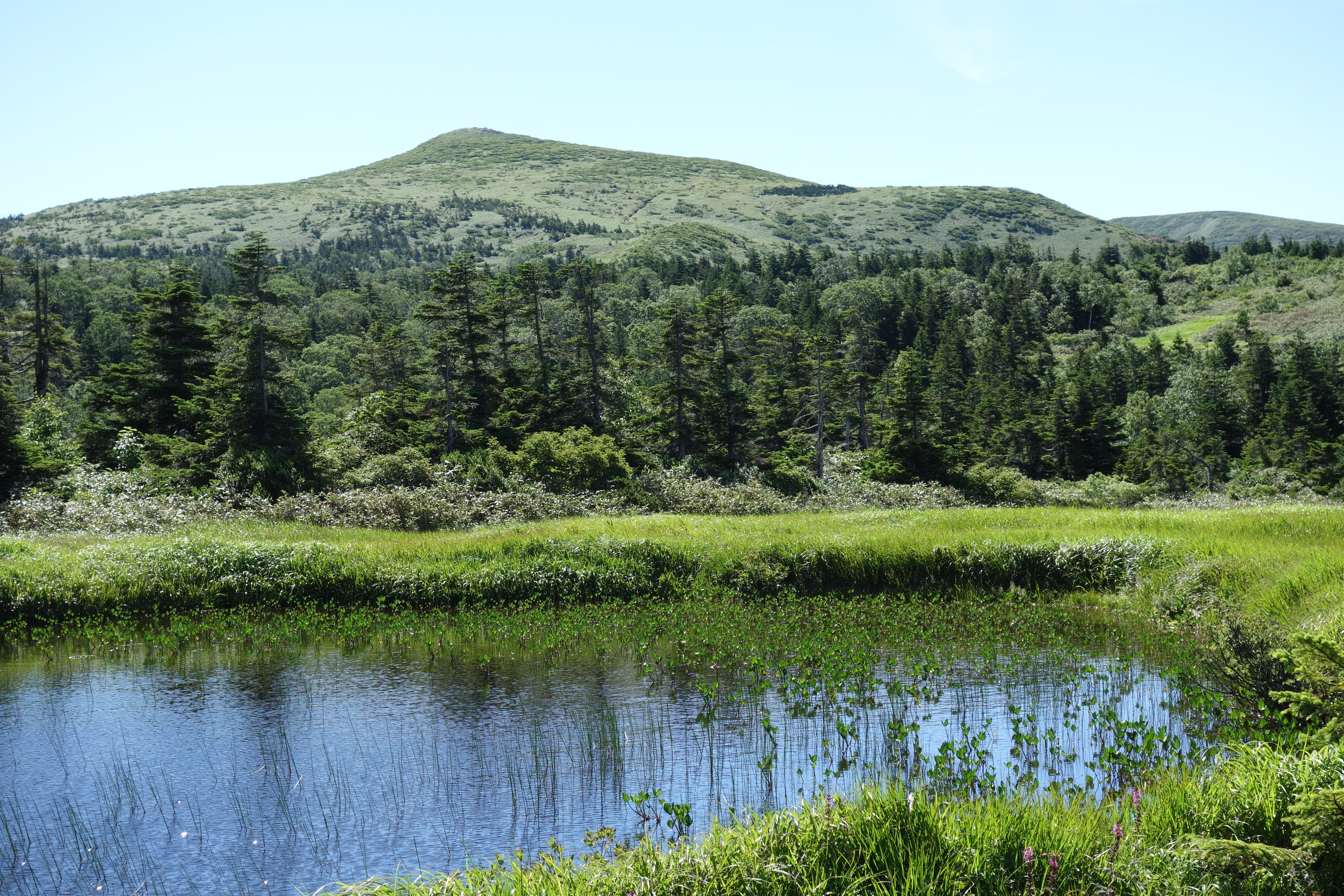
田代平湿原と乳頭山
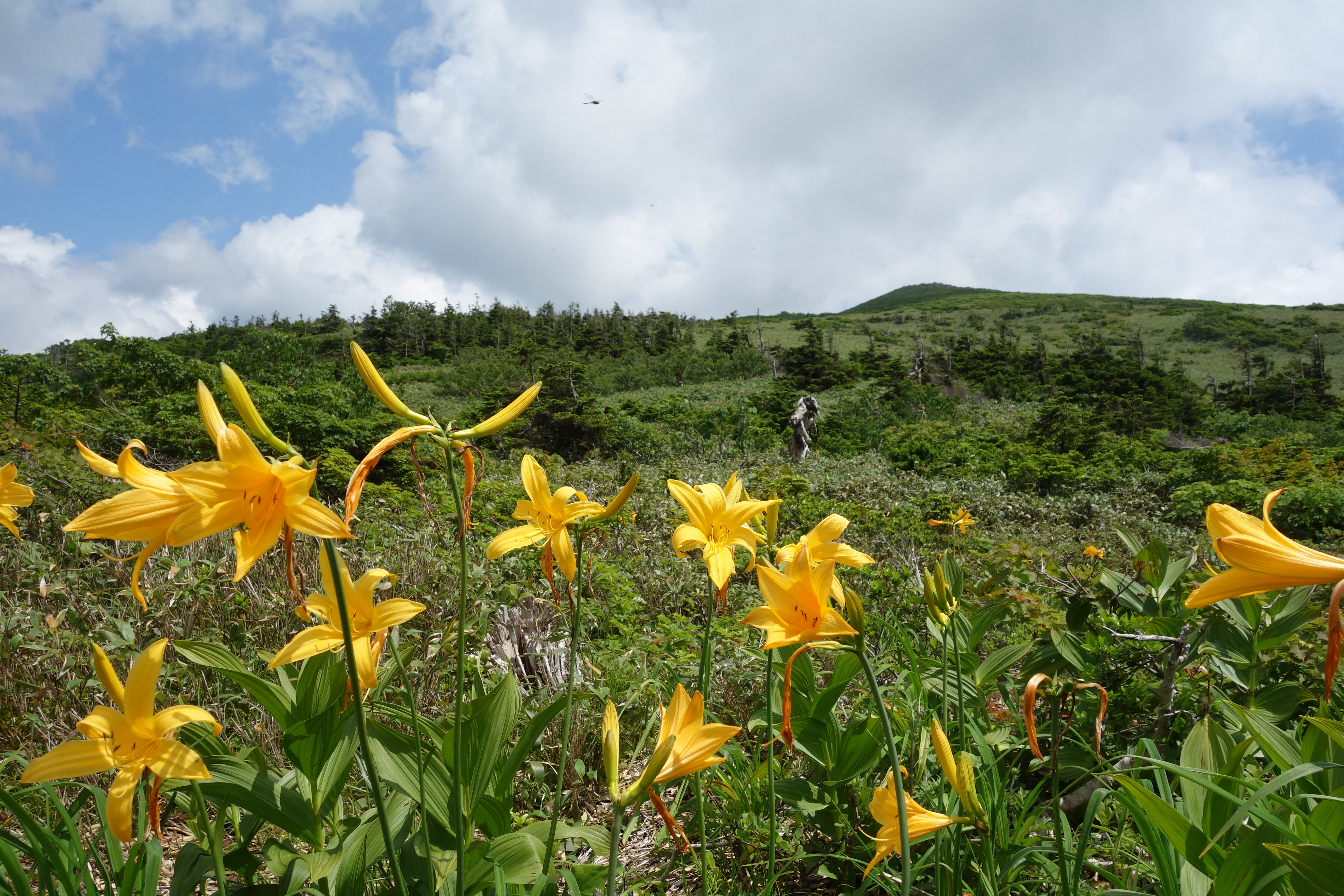
山頂直下に咲くニッコウキスゲ
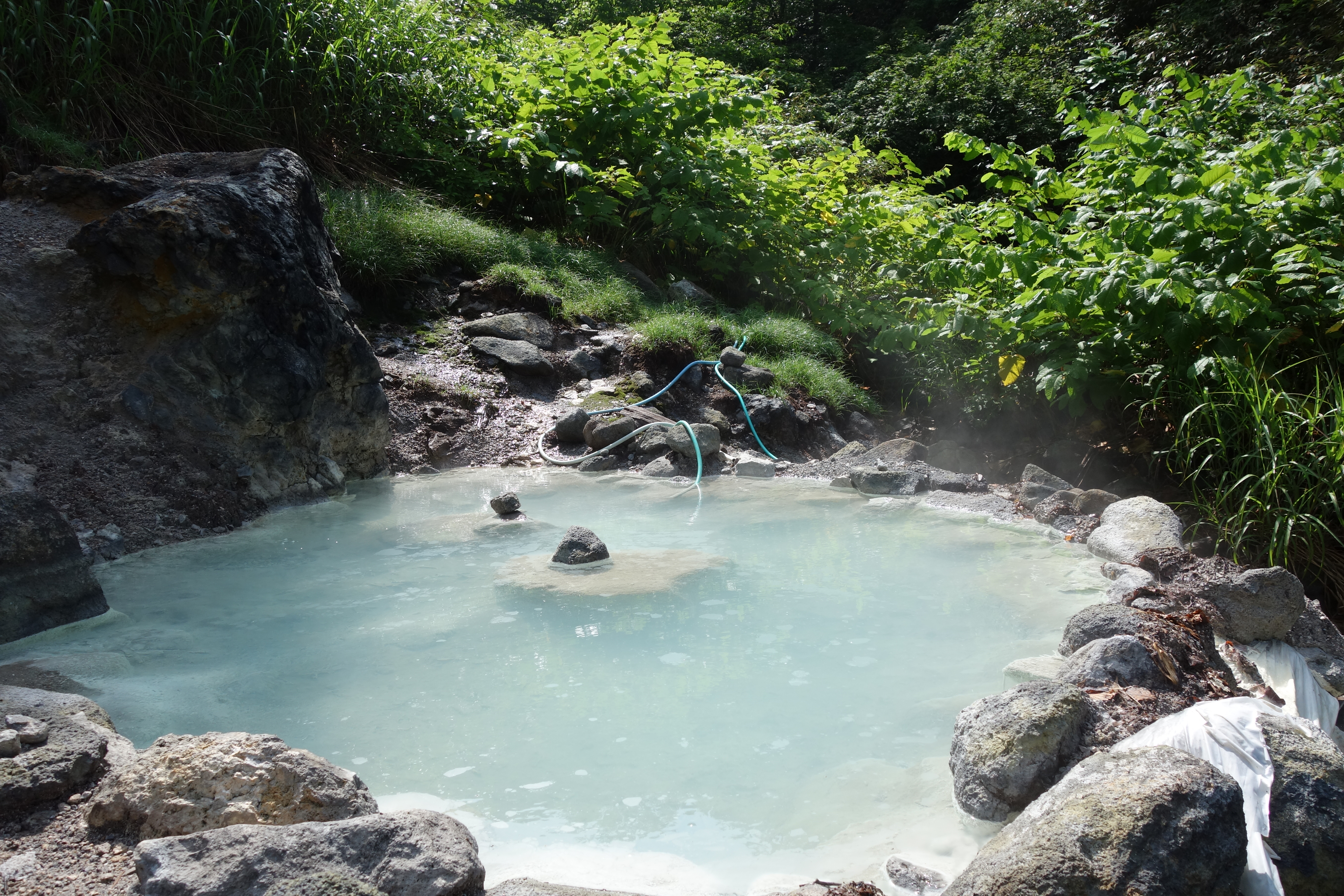
登山道脇の一本松温泉